# Oligoaeschna pseudosumatrana
Oligoaeschna pseudosumatrana là loài chuồn chuồn trong họ Aeshnidae. Loài này được Karube miêu tả khoa học đầu tiên năm 1997.